# Diocesi di Luebo
La diocesi di Luebo (in latino: Dioecesis Lueboënsis) è una sede della Chiesa cattolica nella Repubblica Democratica del Congo suffraganea dell'arcidiocesi di Kananga. Nel 2021 contava 1.546.200 battezzati su 2.557.800 abitanti. È retta dal vescovo Pierre-Célestin Tshitoko Mamba.

## Territorio
La diocesi comprende parte delle province del Kasai e del Kasai Centrale nella Repubblica Democratica del Congo.
Sede vescovile è la città di Luebo, dove si trova la cattedrale di San Giovanni Battista.
Il territorio è suddiviso in 28 parrocchie.

## Storia
Il vicariato apostolico di Luebo fu eretto il 25 aprile 1959 con la bolla Secus ac terrestria di papa Giovanni XXIII, ricavandone il territorio dal vicariato apostolico di Luluabourg (oggi arcidiocesi di Kananga).
Il 10 novembre dello stesso anno il vicariato apostolico è stato elevato a diocesi con la bolla Cum parvulum dello stesso papa Giovanni XXIII.

## Cronotassi dei vescovi
Si omettono i periodi di sede vacante non superiori ai 2 anni o non storicamente accertati.
- Joseph Nkongolo † (25 aprile 1959 - 3 maggio 1966 nominato vescovo di Mbujimayi)
- François Kabangu wa Mutela † (26 settembre 1967 - 10 dicembre 1987 dimesso)
- Emery Kabongo Kanundowi (10 dicembre 1987 - 14 agosto 2003 dimesso)
  - Sede vacante (2003-2006)
- Pierre-Célestin Tshitoko Mamba, dal 7 gennaio 2006

## Statistiche
La diocesi nel 2021 su una popolazione di 2.557.800 persone contava 1.546.200 battezzati, corrispondenti al 60,5% del totale.
| anno | popolazione | popolazione | popolazione | presbiteri | presbiteri | presbiteri | presbiteri                | diaconi | religiosi | religiosi | parrocchie |
| anno | battezzati  | totale      | %           | numero     | secolari   | regolari   | battezzati per presbitero | diaconi | uomini    | donne     | parrocchie |
| ---- | ----------- | ----------- | ----------- | ---------- | ---------- | ---------- | ------------------------- | ------- | --------- | --------- | ---------- |
| 1970 | 200.000     | 450.000     | 44,4        | 28         | 6          | 22         | 7.142                     |         | 30        | 52        |            |
| 1980 | 335.000     | 686.000     | 48,8        | 27         | 13         | 14         | 12.407                    | 1       | 18        | 64        | 16         |
| 1990 | 368.000     | 763.000     | 48,2        | 40         | 31         | 9          | 9.200                     |         | 11        | 61        | 23         |
| 1999 | 658.000     | 1.514.000   | 43,5        | 37         | 30         | 7          | 17.783                    |         | 11        | 72        | 27         |
| 2000 | 725.000     | 1.670.000   | 43,4        | 40         | 31         | 9          | 18.125                    |         | 18        | 78        | 27         |
| 2001 | 918.000     | 1.670.000   | 55,0        | 36         | 25         | 11         | 25.500                    | 5       | 17        | 81        | 27         |
| 2002 | 923.000     | 1.680.000   | 54,9        | 48         | 37         | 11         | 19.229                    | 5       | 24        | 70        | 30         |
| 2003 | 930.000     | 1.675.000   | 55,5        | 57         | 37         | 20         | 16.315                    |         | 29        | 101       | 30         |
| 2004 | 1.200.000   | 2.000.000   | 60,0        | 48         | 35         | 13         | 25.000                    |         | 59        | 102       | 30         |
| 2013 | 1.218.000   | 2.016.000   | 60,4        | 46         | 36         | 10         | 26.478                    |         | 10        | 117       | 21         |
| 2016 | 1.318.924   | 2.181.416   | 60,5        | 47         | 37         | 10         | 28.062                    |         | 11        | 129       | 21         |
| 2019 | 1.449.000   | 2.397.000   | 60,5        | 47         | 37         | 10         | 30.829                    |         | 11        | 129       | 21         |
| 2021 | 1.546.200   | 2.557.800   | 60,5        | 49         | 34         | 15         | 31.555                    |         | 41        | 119       | 28         |